# 銭端礼
銭 端礼（せん たんれい、大観3年（1109年）- 淳熙4年8月25日（1177年9月19日））は、中国南宋の官僚・政治家。字は処和、号は松窓道人。杭州臨安県の人。

## 経歴
呉越の最後の国王である忠懿王銭弘俶の六世の孫であり、栄国公銭忱の三男として生まれた。祖母は仁宗の十女にあたる秦国魯国大長公主（令徳景行帝姫）であり、銭端礼の娘も孝宗の長男の荘文太子趙愭にとついだため、彼の家門は皇室と二重の姻戚関係を結んでいた。若い頃、靖康の変を避けて浙東の臨海に移住した。蔭位により任官し、明州通判を経て高宗から才能が認められ、臨安府知府を務めた。
紹興31年（1161年）、戸部侍郎兼枢密都承旨となり、行在会子務の設置に伴い、会子の発行を主管した。孝宗が即位した後、金に対する北伐を推進することに反対し、和平を主張した宰相の湯思退と行動を共にした。隆興2年（1164年）、兵部尚書を拝命され、進士出身と同様の待遇を受けることになり、権参知政事・知枢密院使も兼ねた。しかし、外戚が宰相に任用された前例がないという理由で指摘されたことで翌年に罷免され、資政殿大学士・提挙洞霄宮に左遷された。乾道3年（1167年）、娘婿の荘文太子が病死すると、政界での立場さえ失った。乾道4年（1168年）、寧国府知府となり、後に紹興府に移った。地方官在任時には蓄財のために弾劾され、官位が降格されたりもした。
淳熙4年（1177年）、資政殿大学士として復職したが、同年8月に薨去。銀青光禄大夫が追贈され、忠粛と諡された。
孫の銭象祖（銭簹の子）は、嘉定年間に左丞相を務めた。

## 家族

### 父祖
- 玄祖父：銭弘俶（呉越の忠懿王）
- 高祖父：銭惟演
- 曾祖父：銭暄
- 祖父：銭景臻（会稽郡王）
- 祖母：秦国魯国大長公主（令徳景行帝姫、仁宗の十女）
- 父：銭忱（栄国公）
- 母：唐氏（陸游の母の姉妹）
- 叔父：銭愕、銭愐（咸寧郡王）、銭愷

### 兄弟
- 長兄：銭端仁
- 次兄：銭端義

### 妻子
- 妻：高氏（平楽郡夫人）
- 男子：銭簹
- 女子：広国夫人（荘文太子趙愭にとついだ）